# Maigret e il signor Charles
Maigret e il signor Charles (titolo originale francese Maigret et Monsieur Charles) è un romanzo di Georges Simenon con protagonista il commissario Maigret.
Il romanzo è stato scritto dal 5 all'11 febbraio 1972 a Epalinges in Svizzera e pubblicato per la prima volta il 20 luglio dello stesso anno in Francia presso l'editore Presses de la Cité.
È il settantacinquesimo e ultimo romanzo dedicato al celebre commissario e l'ultimo romanzo scritto da Georges Simenon: il 7 febbraio 1973 infatti, lo scrittore annuncia tramite un'intervista al quotidiano francese "24 heures" la sua decisione di smettere di scrivere. La sua produzione letteraria seguente si limiterà ad alcuni "dettati" autobiografici.

## Trama
Nella stessa mattina in cui al commissario Maigret, ormai prossimo alla pensione, viene offerto l'incarico di Direttore della polizia giudiziaria (offerta che Maigret rifiuta), una donna si presenta al Quai des Orfèvres e chiede di parlare personalmente con il commissario stesso. Si tratta di Nathalie Sabin-Levesque ed è visibilmente alticcia. Nathalie comunica a Maigret la scomparsa del marito, Gérard, un notaio apprezzato dalla buona società che è assente da casa da più di un mese; i due si erano conosciuti una quindicina d'anni prima presso un avvocato dove lei lavorava come impiegata. Racconta che il marito era solito allontanarsi senza avvisare, ma queste sue scappatelle duravano pochi giorni, al massimo una settimana; rimaneva però sempre in contatto con il sostituto dello studio al quale impartiva telefonicamente gli ordini. Maigret intuisce subito che l'alcolismo della moglie del notaio è dovuto a solitudine e disperazione. Inizia cautamente l'indagine e scopre che il matrimonio di Sabin-Levesque è un totale fallimento, i due infatti non hanno praticamente mai fatto una vita di coppia. Subito dopo il matrimonio Gérard ha continuato nelle sue abitudini da scapolo, frequentando i locali notturni dove era noto come signor Charles, da tutti visto come un uomo allegro e spensierato. Era nei cabaret che incontrava le donne di mestiere con le quali si appartava per qualche giorno.
Scavando nel passato di Nathalie, Maigret scopre che lei non è mai stata segretaria e che ha conosciuto il futuro marito quando anch'essa intratteneva i clienti di un locale dove era nota con il nome di Trika. Una volta sposati, però le cose non si sono evolute e le loro vite si sono sempre più allontanate, mantenendo solo l'apparenza del matrimonio. Se Gérard si tuffava nella vita notturna, Nathalie trovava nell'alcool la consolazione alla solitudine e alle sue mancate aspirazioni.
Nel frattempo, il cadavere di Gérard Sabin-Levesque riaffora casualmente dalle acque della Senna, gonfio e in avanzato stato di decomposizione. Non è morto annegato ma ucciso da diversi colpi che gli hanno fracassato il cranio. Maigret sospetta che Nathalie, sempre più ubriaca e per la quale prova una forma di pietà, sia in qualche modo coinvolta nella faccenda e la pone sotto stretta sorveglianza anche telefonica.
Da una serie di piccoli fatti si convince che effettivamente le sue intuizioni sono fondate. Un secondo delitto viene commesso: la vittima, uccisa da cinque colpi di pistola, è un ex-barista ed ex-magnaccia di nome Jo Fazio. Si scopre che il gigolò era mantenuto da una donna, la quale altri non è che Nathalie Sabin-Levesque.
Alla fine, Nathalie confessa. Ormai avanti negli anni, Joe Fazio rappresentava l'ultima possibilità di avere un rapporto se non profondo, almeno un po' affettivo con una persona. Di comune accordo avevano progettato di uccidere il notaio per vivere insieme, ma poi lui aveva deciso di ricattarla, cosa che Nathalie non aveva tollerato.

## Edizioni
Il romanzo è stato pubblicato per la prima volta presso l'editore Presses de la Cité nel 1972.
In Italia è apparso per la prima volta nel 1972, tradotto da Elena Cantini e pubblicato da Mondadori nella collana "Oscar" in confanetto senza numero insieme a Maigret e l'uomo solo e alle ricette della signora Maigret. Sempre per lo stesso editore è stato ripubblicato in altre collane o raccolte tra gli anni settanta e novanta. È stato quindi pubblicato presso Adelphi nel 2012, tradotto da Laura Frausin Guarino, nella collana dedicata al commissario (parte de "gli Adelphi", al n° 411).

## Film e televisione
Un solo adattamento del romanzo per la televisione:
- Episodio dal titolo Maigret et Monsieur Charles, facente parte della serie televisiva Les enquêtes du commissaire Maigret, per la regia di Jean-Paul Sassy, trasmesso per la prima volta su Antenne 2 il 4 giugno 1977, con Jean Richard nel ruolo del commissario Maigret.